# Wiktor Skotarczak
Wiktor Skotarczak (ur. 11 października 1891 w Kamińsku, zm. 21 sierpnia 1974 w Poznaniu) – żołnierz armii niemieckiej, armii wielkopolskiej i kapitan Wojska Polskiego II RP i Armii Krajowej. Uczestnik I wojny światowej, powstania wielkopolskiego, wojny polsko-bolszewickiej i II wojny światowej, kawaler Orderu Virtuti Militari.

## Życiorys
Urodził się w rodzinie Antoniego i Antoniny z d. Kamińska. Absolwent szkoły powszechnej i kursu handlowego. Zmobilizowany w 1911 do armii niemieckiej. Zwolniony w 1913. Pracował jako rzeźnik w fabryce konserw.
Ponownie zmobilizowany do armii niemieckiej w 1914, brał udział w walkach podczas I wojny światowej, zwolniony w listopadzie 1918.
Od grudnia 1918 brał udział w powstaniu wielkopolskim, organizował wspólnie z bratem Antonim oddziały powstańcze w okolicach Rogoźna. Brał też udział w walkach o Budzyń, Sokołowo, Ryczywół. Dowodził plutonem ckm w walkach o Chodzież. Pod Budzyniem miał duży udział w zdobyciu niemieckiego samochodu pancernego. W lipcu 1919 został mianowany dowódcą 5 kompanii 4 pułku strzelców wielkopolskich z którym następnie brał udział w walkach podczas wojny polsko-bolszewickiej. 
Szczególnie zasłużył się 8 sierpnia 1920 podczas walk o Gródek Siemkowski, gdzie „przedostał się z kilkoma żołnierzami pod silnym ogniem przez most na rzece Wiacza i wtargnął do Gródka, przełamując opór przeciwnika. Otworzyło to drogę 4 p. strz. wlkp. do Mińska”. Za tę postawę został odznaczony Orderem Virtuti Militari.
Od 10 lutego 1920 mianowany dowódcą 10 kompanii w 58 pułku piechoty. Od 10 kwietnia 1920 dowodził podgrupą Strakowice, w skład której wchodził batalion piechoty, bateria artylerii i pociąg pancerny. Trzykrotnie ranny podczas walk we wrześniu 1920. W 1923 przeniesiony do rezerwy. Zamieszkał w Poznaniu gdzie prowadził sklep.
Podczas wojny obronnej był dowódcą kompanii wartowniczej w Armii „Poznań”. Brał udział w bitwie nad Bzurą po której przedostał się do Warszawy gdzie mianowano go oficerem sztabu odcinka Praga. Po kapitulacji Warszawy pod przybranym nazwiskiem działał w ZWZ i Armii Krajowej. Brał udział w powstaniu warszawskim. Po zakończeniu wojny wrócił do Poznania jako inwalida wojenny. Tam też zmarł w 1974 i został pochowany na cmentarzu junikowskim. 
Był kawalerem.

## Awanse
- sierżant – 1918[1]
- podporucznik – 24 czerwca 1919[2]
- porucznik – 25 listopada 1920[2]
- kapitan – wrzesień 1939[2]

## Ordery i odznaczenia
- Krzyż Srebrny Orderu Wojskowego Virtuti Militari nr 3172[2][4]
- Krzyż Niepodległości – 20 lipca 1932 „za pracę w dziele odzyskania niepodległości”[5][2]
- Krzyż Walecznych – dwukrotnie[2]
- Wielkopolski Krzyż Powstańczy – 4 kwietnia 1958[6]